# 大分県道24号日出山香線
大分県道24号日出山香線（おおいたけんどう24ごう ひじやまがせん）は、大分県速見郡日出町から杵築市に至る県道（主要地方道）である。

## 概要
速見郡日出町大字平道から杵築市山香町大字久木野尾に至る。宇佐別府道路の速見IC以東は斜面が続き、下り側には「エンジンブレーキ」の表示がある。

### 路線データ
- 起点：大分県速見郡日出町大字平道[1]（小浦交差点、国道10号交点）
- 終点：大分県杵築市山香町南畑[1]（大分県道42号山香院内線交点）

## 歴史
- 1993年（平成5年）5月11日 - 建設省から、県道豊後豊岡停車場線の一部・県道南端豊岡線・県道別府山香線の一部が日出山香線として主要地方道に指定される[2]。

## 路線状況

### 道路施設

#### 橋梁
- 江上橋（江上川、速水郡日出町）

#### トンネル
- 豊岡トンネル：延長434 m、1992年（平成4年）竣工、速見郡日出町

## 地理

### 通過する自治体
- 速見郡日出町
- 杵築市

### 交差する道路
| 交差する道路                  | 市町村名 | 市町村名 | 交差する場所       | 交差する場所                      |
| ----------------------------- | -------- | -------- | ------------------ | --------------------------------- |
| 国道10号 国道213号 重複       | 速見郡   | 日出町   | 大字平道           | 小浦交差点 / 起点                 |
| 大分県道521号豊後豊岡停車場線 | 速見郡   | 日出町   | 大字豊岡           |                                   |
| 大分県道218号別府山香線       | 速見郡   | 日出町   | 大字南畑           |                                   |
| E10 東九州自動車道            | 杵築市   | 杵築市   | 山香町大字久木野尾 | 速見インター入口交差点 9-4 速見IC |
| 大分県道42号山香院内線        | 杵築市   | 杵築市   | 山香町大字久木野尾 | 終点                              |

### 交差する鉄道
- 日豊本線

### 沿線
- 別府ゴルフ倶楽部